# Le Triptyque Rockox (Rubens)
Pour les articles homonymes, voir Incrédulité de Thomas.

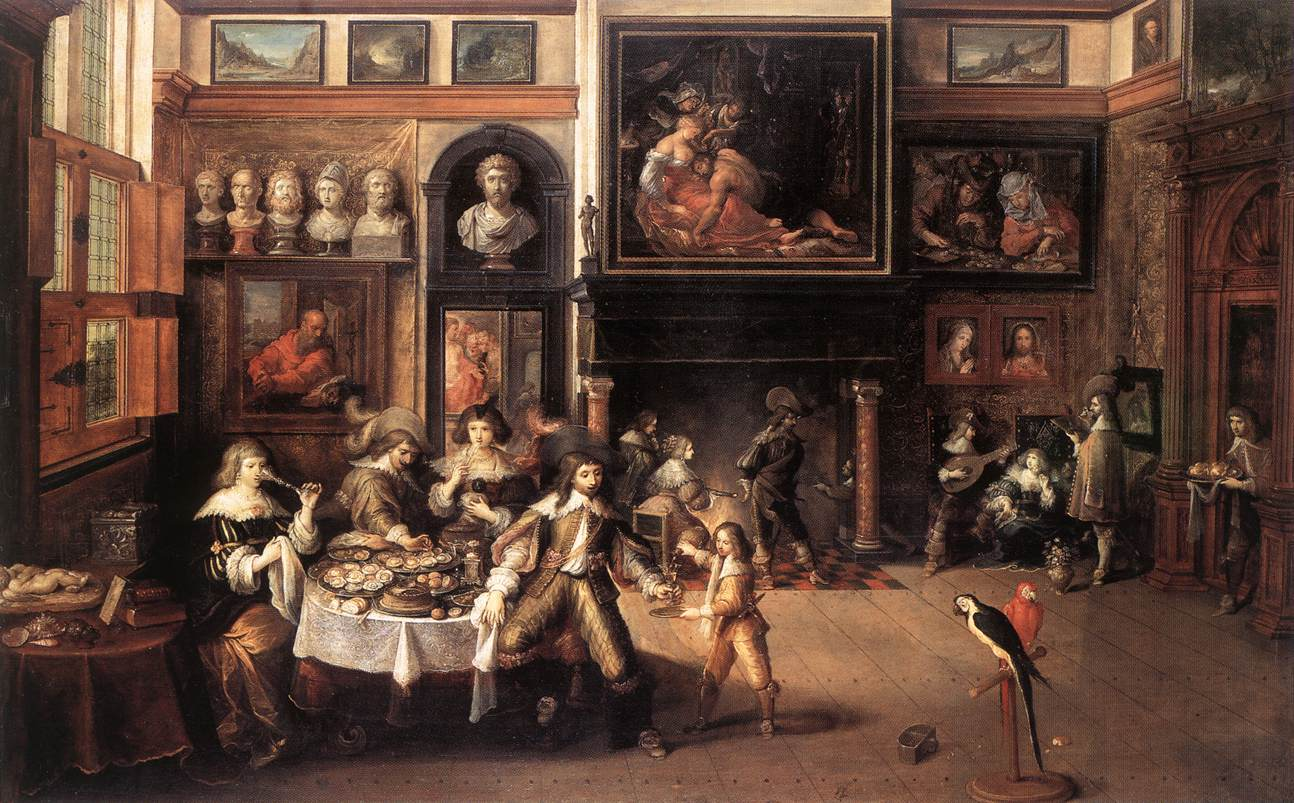
Dîner chez le bourgmestre Rockox, un tableau de Frans II Francken.

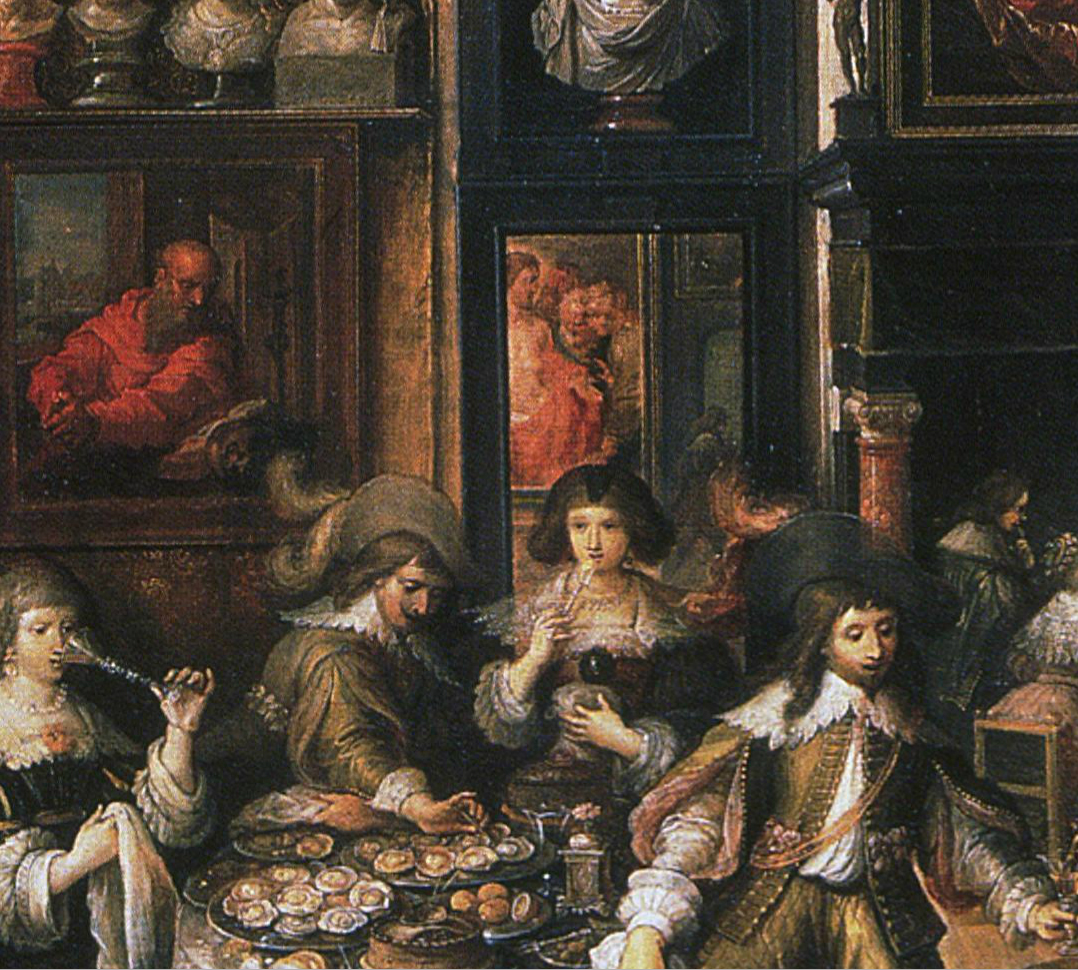
Détail montrant le panneau central du triptyque de Rubens dans le corridor.

Le Triptyque Rockox ou Épitaphe de Nicolaas Rockox et de sa femme Adriana Perez est un triptyque peint par Pierre Paul Rubens entre 1613 et 1615. Il est conservé au musée royal des beaux-arts d'Anvers en Belgique.

## Histoire
Le triptyque a été commandé par Nicolaas Rockox, le bourgmestre d'Anvers, pour une chapelle de cette ville où il avait choisi d'être enterré.  Les volets latéraux représentent le commanditaire et son épouse. Le peintre anglais Joshua Reynolds note que si l'oreille et le front du bourgmestre sont remarquablement exécutés, le portrait de son épouse ne vaut que pour les couleurs.
On estimait traditionnellement que le panneau central représente l'épisode de l'incrédulité de Thomas selon l'Évangile de Jean 20:27, l'histoire de l'apôtre Thomas, qui refusait de croire que Jésus ressuscité était apparu aux autres apôtres jusqu'à ce qu'il puisse voir et toucher les blessures de la crucifixion de Jésus sur son côté. Ce point de vue était soutenu par la similitude de la composition de Rubens avec le traitement par le Caravage de l'histoire de Thomas, qui montre Thomas se penchant et insérant son doigt dans la plaie latérale de Jésus avec un regard incrédule avec deux hommes derrière lui observant attentivement la scène. Des études récentes[évasif] ont soutenu que Rubens n'a pas dépeint l'incrédulité de Thomas, mais plutôt la scène de la première apparition du Christ aux apôtres à Jérusalem, comme décrit dans l'Évangile de Luc 24:36-51.  Dans ce récit, les 11 apôtres survivants refusent d'abord de croire que la personne apparaissant au milieu d'eux est Jésus ressuscité. Confronté à cette incrédulité, le Christ leur montre les blessures sur ses mains et ses pieds causées par la crucifixion et les encourage à manipuler et à voir les preuves par eux-mêmes. Selon Luc, les disciples n'acceptent pas cette invitation à inspecter les preuves physiques de la mort du Christ. Ce n'est qu'après que Christ a consommé un repas de poisson grillé et un rayon de miel que les disciples acceptent la résurrection de Christ.